# NGC 1222
NGC 1222 este o starburst galaxy⁠(d) situată în constelația Eridanul. A fost descoperită în 5 decembrie 1883 de către Édouard Stephan⁠(d). Se află la o distanță de 33,3 de megaparseci de Pământ.